# Island Lake (Alberta)
Pour les articles homonymes, voir Island Lake.
Ne doit pas être confondu avec Island Lake South (Alberta).
Island Lake est un village d'été (summer village) du Comté d'Athabasca, situé dans la province canadienne d'Alberta.

## Démographie
En tant que localité désignée dans le recensement de 2011, Island Lake a une population de 243 habitants dans 104 de ses 248 logements, soit une variation de -30,8 % avec la population de 2006. Avec une superficie de 1,447 9 km2, Island Lake possède une densité de population de 167,829 3 hab/km2 en 2011.
Concernant le recensement de 2006, Island Lake abritait 351 habitants dans 145 de ses 273 logements. Avec une superficie de 1,447 9 km2, le village d'été possédait une densité de population de 242,4 hab/km2 en 2006.
| 2001 | 2006 | 2011 | 2016 |
| ---- | ---- | ---- | ---- |
| 199  | 351  | 243  | 228  |